# Udo Voigt
Udo Voigt (Viersen, 1952. április 14. – 2025. július 17.) német politikus, 1996 és 2011 között a szélsőjobboldali Német Nemzeti Demokrata Párt elnöke, 2012 és 2014 között a párt berlini szervezetének elnökhelyettese. 2014 óta az Európai Parlament LIBE Bizottságának tagja, Martin Schulz és más képviselők tiltakozása ellenére.

## Tanulmányai
- FH Achen (repülőgépmérnök, 2 szemeszter, 1972-ben behívták katonának)
- A Német Légierőnél (Luftwaffe) kapott kiképzést és szolgált mint tiszt (1972-1984, kapitányi rangban szerelt le, karrierjének a párttagsága állt az útjába.)
- Lajos–Miksa Egyetem (Ludwig-Maximilians-Universität) (politikai tudományok, 1987-ben diplomázott)

## Világnézete
Udo Voigt méltatja Adolf Hitlert, dicsőíti a Waffen-SS tetteit (emiatt Németországban el is ítélték). Azt hirdeti, hogy a holokausztban életüket vesztett zsidók száma nem nagyobb, mint 340 000, szemben a történészek által megállapított hatmilliós számmal. Rudolf Heßt Nobel-békedíjra jelölné.